# 足立龍雄
足立 龍雄（あだち たつお、大正5年（1916年）1月12日 - 2000年（平成12年）3月15日）は日本の実業家。中村屋社長・会長。東京商科大学（現一橋大学）卒業。
王子製紙社長、日本商工会議所会頭などを歴任した足立正の次男である。

## 年譜
- 1916年 - 鳥取県境町（現在の境港市）出身
- 1936年 - 東京商科大学（現一橋大学）専門部卒業 王子製紙入社
- 1949年 - 本州製紙入社 資材部第一課長　富士工場事務部長　本社資材部副部長等を経て
- 1963年 - 総務部長
- 1968年 - 取締役
- 1974年 - 常任監査役（～1979年6月）
- 1977年 - 中村屋（代表）社長
- 1984年 - 会長

## 家族・親族

### 足立家
（鳥取県境港市（旧境町）朝日町、東京都港区）
- 祖父・繁太郎（政治家）
- 祖母・さと（鳥取県・永見誠斎の二女）
- 父・正（実業家）
- 母
- 弟・壽惠雄（実業家）
- 妻・泰子（海軍大将・山梨勝之進の二女）
- 長男・正晃

同妻・久美子（石橋湛一の二女、石橋湛山元首相の孫娘）
- 長女・洋子（住友商事会社員・衛藤孝雄に嫁する）
- 二女・啓子（実業家伊藤恭一の長男・勲に嫁する）

## 系譜
足立家（（鳥取県境港市（旧境町）朝日町、東京都港区）
```
　　　　　　　　　　　　　石橋湛山━石橋湛一━━久美子　
　　　　　　　　　　　　　　　　　　　　　　　　　┃
　　　　　　　　　　　　　　　　　┏足立龍雄　　　┃
　　　　　　　　　　　　　　　　　┃　　┃　　┏足立正晃
　　　　　　　　　　　　　　　　　┃　　┣━━┫
　　　　　　　　　　　　　　　　　┃　　┃　　┗啓子
　　　　　　　　　　　　　　　　　┃　泰子　　　　┃
　　　　　　　　　　　　　　　　　┃　　　　　　伊藤勲　　　　　　
　　　　　　　　　　　　　　　　　┣妙子　　　　　　　　
　　　　　　　　　　　　　　　　　┃　┃
　　　　　　　　　　　　　　　　　┃塩川三千勝　
　　　　　　　　　　　　　　　　　┃
　　　　　　　　　　　　　　　　　┣富美子
　　　　　　　　　　　　　　　　　┃　┃
足立徹造━━足立繁太郎━━足立正━┫山崎英吉
　　　　　　　　　　　　　　　　　┃
　　　　　　　　　　　　　　　　　┣足立仁三
　　　　　　　　　　　　　　　　　┃
　　　　　　　　　　　　　　　　　┃
　　　　　　　　　　　　　　　　　┣道子
　　　　　　　　　　　　　　　　　┃　┃
　　　　　　　　　　　　　　　　　┃吉家光夫
　　　　　　　　　　　　　　　　　┃
　　　　　　　　　　　　　　　　　┣喜美子
　　　　　　　　　　　　　　　　　┃
　　　　　　　　　　　　　　　　　┗足立壽恵雄

```